# Madagascaridia condei
Madagascaridia condei – gatunek pierwogonka z rzędu Acerentomata i rodziny Acerentomidae.

## Taksonomia
Gatunek opisany został w 1978 przez Josefa Noska jako jedyny gatunek nowego rodzaju Madagascaridia. Nazwa gatunkowa została nadana na cześć Bruna Condé.

## Występowanie
Gatunek ten jest endemitem Madagaskaru, gdzie w północnej i zachodniej części wyspy.